# Penvénan
Penvénan (tiếng Breton: Perwenan) là một xã của tỉnh Côtes-d’Armor, thuộc vùng Bretagne, tây bắc Pháp.

## Dân số
Người dân ở Penvénan được gọi là Penvénannais.